# 科茨維爾 (賓夕法尼亞州)

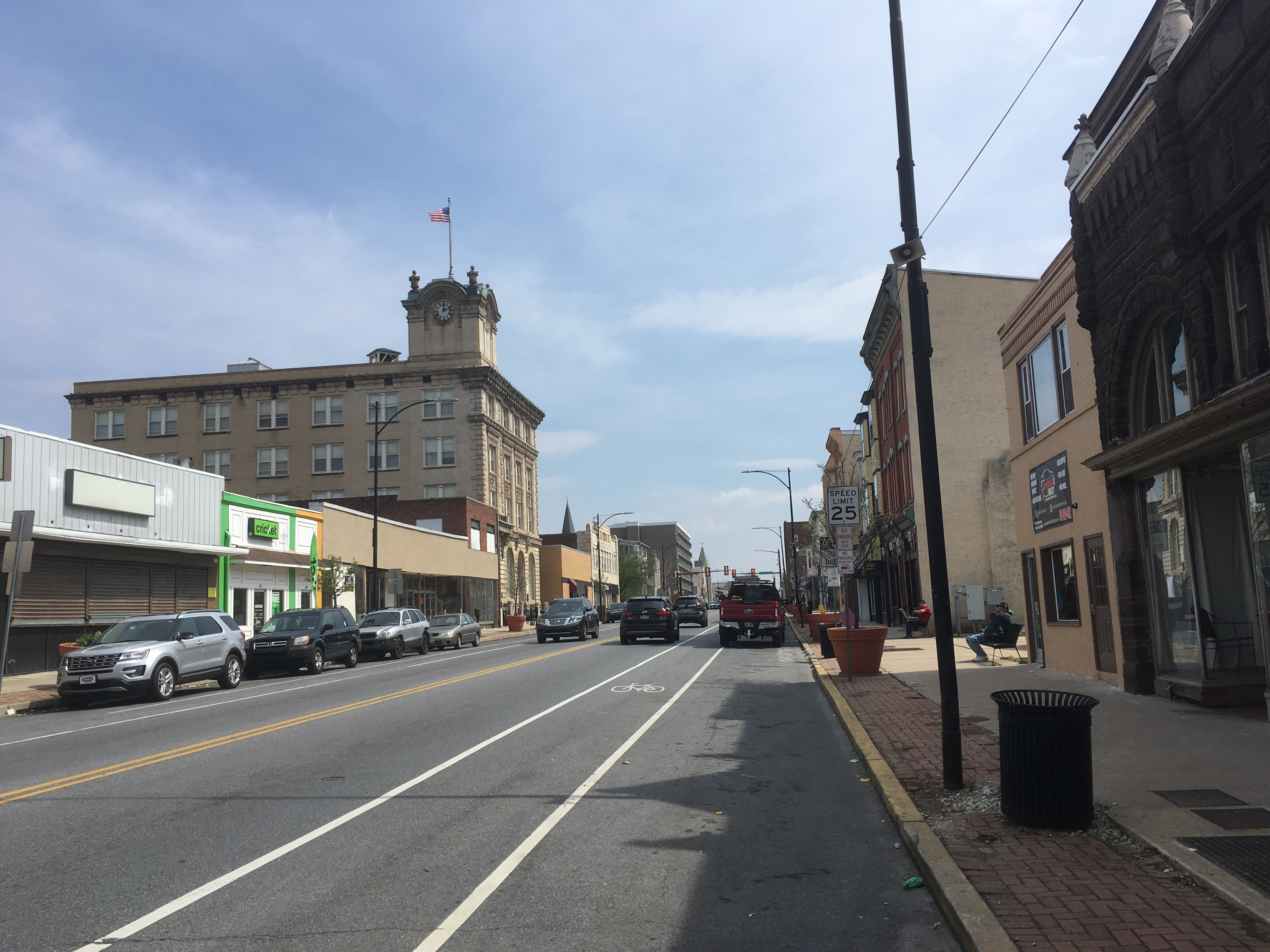
科茨維爾

科茨維爾（Coatesville）位於美國賓夕法尼亞州切斯特縣，30號美國國道途中的一座城市。2020年科茨維爾有人口13,350人。